# حويصلة البراز

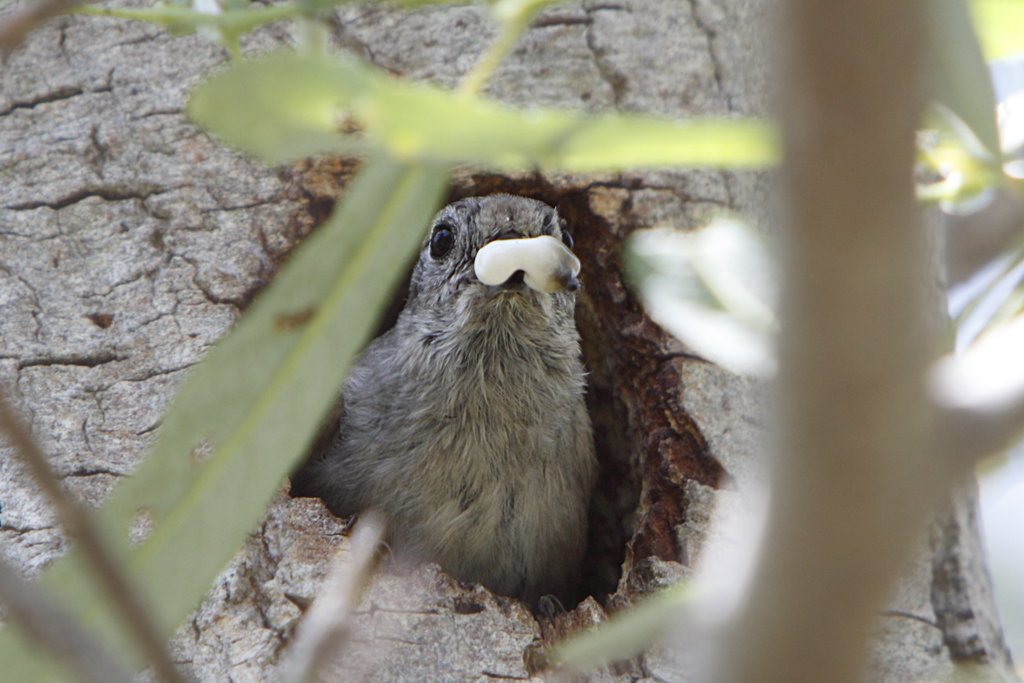
An oak titmouse removes a fecal sac — feces wrapped in a membrane — from its cavity nest.

حُويصلة البراز هو غشاء مخاطي أبيض اللون عموما أو شفاف مع طرف داكن، يحيط ببراز بعض أنواع الفراخ. يسمح هذا الغشاء لآباء الطائر إزالة البراز من العش بيسر أكبر. ينتج الفرخ عادة الحُويصلة البرازية خلال ثواني من الفقس؛ إذا لم يحصل هذا، فربما تقوم الطيور البالغة بتحفيز مذرق الطائر الصغير لإخراج البراز. تعتمد الطيور الصغيرة لبعض الأنواع على حالات محددة أو تقوم بسلوكات معينة، في إشارة على إنتاجها لحُويصلات برازية. على سبيل المثال، ففراخ الدراس منحني المنقار تقوم برفع مؤخراتها في الهواء، في حين تهز صغار نمنمة الصبار أجسادها. تضع الأنواع الأخرى الحُويصلات على حافة العش، لكي يراها أبوي الطائر، ويقوما بإزالتها.